# Baseball-Bundesliga (Österreich) 2015
Die Saison 2015 der österreichischen Baseball-Bundesliga begann am 18. April 2015. Das letzte Spiel des Grunddurchgangs soll am 8. August 2015 stattfinden. Anschließend folgen die Aufstiegsplayoffs. Die Hard Bulls sicherten sich den Meistertitel. Gemeinsam mit den Feldkirch Cardinals erreichten sie das Aufstiegsplayoff. Die Jumpin Chickens Wels belegten beim Abstiegsplayoff den letzten Rang.

## Tabelle
| Pl. | Name                      | S  | N  | R+   | R-  | Pzt.  |
| 1.  | Hard Bulls                | 18 | 2  | 217  | 60  | 0.900 |
| 2.  | Feldkirch Cardinals       | 16 | 4  | 169  | 78  | 0.800 |
| 3.  | Traiskirchen Grasshoppers | 14 | 6  | 174  | 116 | 0.700 |
| 4.  | Schwechat Blue Bats       | 6  | 14 | 160  | 184 | 0.300 |
| 5.  | Union Kufstein Vikings    | 6  | 14 | 134  | 182 | 0.300 |
| 6.  | Jumpin Chickens Wels      | 0  | 20 | 0108 | 342 | 0.000 |

## Ergebnisse
| 2015                      | Feldkirch Cardinals | Hard Bulls | Traiskirchen Grasshoppers | Wels Jumpin’ Chickens | Schwechat Blue Bats | Union Kufstein Vikings |
| ------------------------- | ------------------- | ---------- | ------------------------- | --------------------- | ------------------- | ---------------------- |
| Feldkirch Cardinals       |                     | 2:9 5:4    | 2:6 4:0                   | 6:3 9:3               | 20:3 4:3            | 8:7 12:2               |
| Hard Bulls                | 7:2 0:4             |            | 9:3 6:2                   | 10:0 21:6             | 16:6 2:1            | 11:1 6:1               |
| Traiskirchen Grasshoppers | 9:8 3:8             | 5:6 0:12   |                           | 13:2 14:4             | 7:5 4:3             | 23:11 8:0              |
| Wels Jumpin’ Chickens     | 10:21 0:13          | 1:18 5:32  | 7:21 12:20                |                       | 21:29 5:18          | 9:17 5:24              |
| Schwechat Blue Bats       | 7:12 0:10           | 9:13 0:7   | 7:12 2:6                  | 20:5 18:4             |                     | 14:5 6:4               |
| Union Kufstein Vikings    | 2:16 0:3            | 5:16 2:12  | 4:6 4:12                  | 5:3 13:3              | 17:6 9:3            |                        |

## Awards
- Best Batter: Clemens Cichocki Hard Bulls – BAV: 0.573
- Best Pitcher: Ryan Rupp Hard Bulls – ERA: 0.77
- Gold Glove Pitcher: Jeff Baro Feldkirch Cardinals – FAV: 1.000
- Gold Glove Catcher: Hubert Böhler Hard Bulls – CPCt: 0.818
- Gold Glove First Baseman: Clemens Cichocki Hard Bulls – FAV: 1.000
- Gold Glove Second Baseman: Jan Rieger Traiskirchen Grasshoppers – FAV: 0.962
- Gold Glove Third Baseman: Severin Schütz Schwechat Blue Bats – FAV: 0.909
- Gold Glove Shortstop: Michael Caleb Hard Bulls – FAV: 0.970
- Gold Glove Left Fielder: Niklas Huber Feldkirch Cardinals – FAV: 1.000
- Gold Glove Center Fielder: Marcel Winder Hard Bulls – FAV: 1.000
- Gold Glove Right Fielder: Richard Kranabetter Hard Bulls – FAV: 1.000